# 马东河畔马兰维尔
馬東河畔马兰维尔（法語：Marainville-sur-Madon，法語發音：[maʁɛ̃vil syʁ madɔ̃] ⓘ）是法国大東部大區孚日省的一个市镇，属于埃皮纳勒区。

## 地理
马东河畔马兰维尔（48°23'53"N, 6°10'9"E）面积4.88 平方千米，位于法国大東部大區孚日省，该省份为法国东北部内陆省份，北起默兹省和默尔特-摩泽尔省，西接上马恩省，南至上索恩省和贝尔福地区省，东临上莱茵省和下莱茵省。
与马东河畔马兰维尔接壤的市镇（或旧市镇、城区）包括：布拉勒维尔、迪亚维尔、热翁库尔、圣菲尔曼、巴泰克塞、马东河桥村、克萨龙瓦勒。

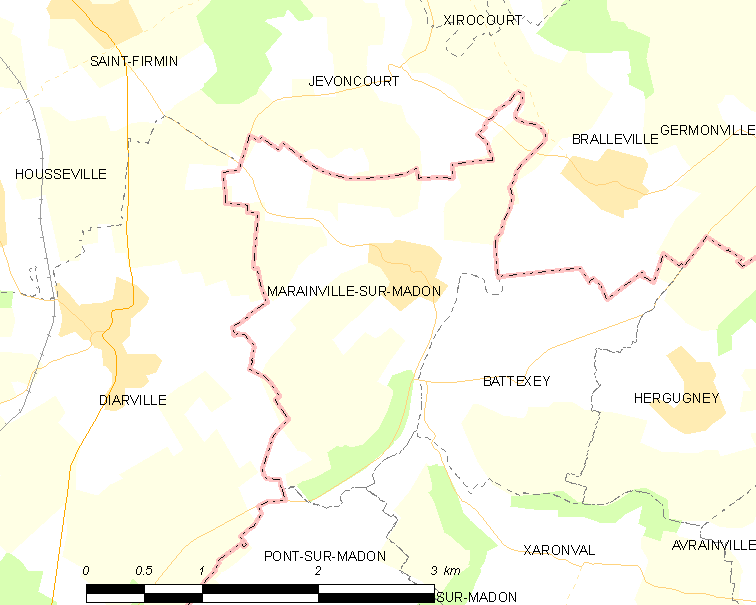
马东河畔马兰维尔的OSM定位图

马东河畔马兰维尔的时区为UTC+01:00、UTC+02:00（夏令时）。

## 行政
马东河畔马兰维尔的邮政编码为88130，INSEE市镇编码为88286。

## 政治
马东河畔马兰维尔所属的省级选区为沙尔姆县。

## 人口

1962-2008年间马东河畔马兰维尔人口变化图示

马东河畔马兰维尔于2022年1月1日时的人口数量为98人。